# Esquimalt (circonscription britanno-colombienne)
Pour les articles homonymes, voir Esquimalt (homonymie).
Circonscription électorale provinciale du Canada
Esquimalt est une ancienne circonscription provinciale de la Colombie-Britannique représentée à l'Assemblée législative de la Colombie-Britannique de 1871 à 1979.
La circonscription est l'une des douze première circonscriptions de la Colombie-Britannique.

## Géographie
La circonscription était située au sud de l'île de Vancouver.
Le territoire de la circonscription est actuellement représenté par Esquimalt-Metchosin.

## Liste des députés
1871-1903
| Législature | Années    | Député    | Député                | Parti             | Député                | Député                    | Parti        |
| Esquimalt   | Esquimalt | Esquimalt | Esquimalt             | Esquimalt         | Esquimalt             | Esquimalt                 | Esquimalt    |
| ----------- | --------- | --------- | --------------------- | ----------------- | --------------------- | ------------------------- | ------------ |
| 1re         | 1871–1875 |           | Henry Cogan           | Indépendant       |                       | Alexander Rocke Robertson | Indépendant  |
| 2e          | 1875–1878 |           | Frederick W. Williams | Caucus réformiste |                       | William Fisher            | Indépendant  |
| 3e          | 1878–1881 |           | Frederick W. Williams | Opposition        |                       | Hans Lars Helgesen        | Opposition   |
| 4e          | 1882-1886 |           | Charles Edward Pooley | Opposition        |                       | Hans Lars Helgesen        | Gouvernement |
| 5e          | 1886-1890 |           | Charles Edward Pooley | Gouvernement      |                       | David Williams Higgins    | Gouvernement |
| 6e          | 1890-1894 |           | Charles Edward Pooley | Gouvernement      |                       | David Williams Higgins    | Gouvernement |
| 7e          | 1894-1898 |           | Charles Edward Pooley | Gouvernement      |                       | David Williams Higgins    | Gouvernement |
| 8e          | 1898-1900 |           | Charles Edward Pooley | Opposition        |                       | David Williams Higgins    | Gouvernement |
| 9e          | 1900-1903 |           | Charles Edward Pooley | Opposition        | William Henry Hayward | Indépendant               |              |

1903-1979
| 10e                                                 | 1903–1907 |        | Charles Edward Pooley    | Conservateur        |
| 11e                                                 | 1907–1909 |        | John Jardine             | Libéral             |
| 12e                                                 | 1909–1912 |        | John Jardine             | Libéral             |
| 13e                                                 | 1912–1916 |        | Robert Henry Pooley      | Conservateur        |
| 14e                                                 | 1916–1920 |        | Robert Henry Pooley      | Conservateur        |
| 15e                                                 | 1920–1924 |        | Robert Henry Pooley      | Conservateur        |
| 16e                                                 | 1924–1928 |        | Robert Henry Pooley      | Conservateur        |
| 17e                                                 | 1928–1933 |        | Robert Henry Pooley      | Conservateur        |
| 18e                                                 | 1933–1937 |        | Robert Henry Pooley      | Unioniste           |
| 19e                                                 | 1937–1941 |        | Elmer Victor Finland     | Conservateur        |
| 20e                                                 | 1941–1945 |        | Elmer Victor Finland     | Conservateur        |
| 21e                                                 | 1945–1949 |        | Charles Taschereau Beard | Coalition           |
| 22e                                                 | 1949–1950 |        | Charles Taschereau Beard | Coalition           |
| 22e                                                 | 1950-1951 | Vacant | Vacant                   | Vacant              |
| 22e                                                 | 1951-1952 |        | Frank Mitchell           | Social-démocratique |
| 23e                                                 | 1952–1953 |        | Frank Mitchell           | Social-démocratique |
| 24e                                                 | 1953–1956 |        | Herbert Joseph Bruch     | Créditiste          |
| 25e                                                 | 1956–1960 |        | Herbert Joseph Bruch     | Créditiste          |
| 26e                                                 | 1960–1963 |        | Herbert Joseph Bruch     | Créditiste          |
| 27e                                                 | 1963–1966 |        | Herbert Joseph Bruch     | Créditiste          |
| 28e                                                 | 1966–1969 |        | Herbert Joseph Bruch     | Créditiste          |
| 29e                                                 | 1969–1972 |        | Herbert Joseph Bruch     | Créditiste          |
| 30e                                                 | 1972–1975 |        | James Henry Gorst        | Néo-démocrate       |
| 31e                                                 | 1975–1979 |        | Lyle Benjamin James Kahl | Créditiste          |
| Circonscription abolie, voir Esquimalt-Port Renfrew |           |        |                          |                     |